# Dionisi de Mitilene
Dionisi de Mitilene (en grec antic: Διονύσιος, llatí: Dionysius), també conegut com a Dionisi Escitobraquió (Σκυτοβραχίων, 'de braç de cuir'), va ser un gramàtic de l'antiga Grècia que va viure al segle iii aC que va escriure sobre temàtica mitològica, racionalitzant, en la manera d'Evèmer, els déus i herois de la mitologia com a personatges històrics reals i mortals.
La Suda li atribueix una narració en vers de l'expedició de Dionís i Atena (ἡ Διονύσου καὶ Ἁθηνᾶς στρατία), i una en prosa sobre els argonautes (Argonautica). Probablement també va ser l'autor del cicle històric, una obra que la Suda atribueix a Dionisi de Milet.